# Museo nazionale di San Matteo
Het Museo nazionale di San Matteo (S. Matteo Nationaal Museum) is een kunstmuseum in Pisa, Italië.
Het museum heeft ook beeldhouwwerken en schilderijen van de 12de eeuw tot de 15de eeuw, onder meer het meesterwerk van de beeldhouwers Giovanni Pisano en Nicola Pisano,  de Meester van San Martino. Verder bevinden zich in het museum werken van de kunstschilders Simone Martini, Nino Pisano en Masaccio.